# 15 февраля
15 февраля — 46-й день года  по григорианскому календарю.
До конца года остаётся 319 дней (320 дней в високосные годы).
До 15 октября 1582 года — 15 февраля по юлианскому календарю, с 15 октября 1582 года — 15 февраля по григорианскому календарю.
В XX и XXI веках соответствует 2 февраля по юлианскому календарю.

## Праздники и памятные дни
См. также: Категория:Праздники 15 февраля
- Всемирный день детей, больных раком.

### Национальные
- Афганистан — День освобождения.
- Вануату — День Джона Фрума.
- Канада — День флага[англ.].
- Россия,  Беларусь — День памяти воинов-интернационалистов;  Украина — День чествования участников боевых действий на территории других государств[2].
- Сербия — День государственности (День первого сербского восстания).
- Сингапур — День всеобщей обороны[англ.].

### Религиозные

#### Буддизм Махаяны
- Паринирвана.

#### Католицизм
- Память Клода де ла Коломбьера;
- память братьев Фаустина и Иовита;
- память Кенана;
- память Зигфрида Шведского.

#### Православие[3]
- Сретение Господне;
- Всемирный день православной молодёжи[пол.][4];
- память священномученика Василия Залесского, протоиерея;
- память преподобного Шио (Симеона) Мгвимского (VI в.) (переходящее празднование в 2018 году).

### Именины
- Католические: Зигфрид, Клод, Иовит, Кенан, Фаустин.
- Православные: Василий.

## События
См. также: Категория:События 15 февраля

### До XIX века
- 438 — официально принят для всеобщего руководства Кодекс Феодосия, первое официальное собрание законов Римской империи.
- 1113 — папа римский Пасхалий II признал первый монашеский орден — Рыцарский орден госпитальеров святого Иоанна Иерусалимского, более известный потом как Мальтийский орден.
- 1145 — 167-м папой римским избран Бернардо Паганелли, принявший имя Евгений III.
- 1288 — Конклав единогласно избрал папой Джироламо Маши д’Асколи. Однако он отклонил свою кандидатуру. Лишь после повторных выборов 22 февраля Джироламо согласился стать во главе Церкви, и был коронован 25 февраля в Соборе Святого Петра кардиналом Маттео Орсини. Взял себе имя Николай IV из уважения к папе Николаю III[5].
- 1563 — русские войска в ходе Ливонской войны взяли Полоцк. Вскоре после взятия города победители казнили проживавших в городе евреев.
- 1565 — возвращение царя Ивана IV Грозного из Александровской слободы в Москву и объявление о введении опричнины.
- 1717 — в Санкт-Петербурге впервые напечатано «Юности честное зерцало, или Показание к житейскому обхождению» — первая в России детская «воспитующая» книга, ставшая отражением государственной политики Петра в деле образования юного поколения дворянства. Предполагаемый составитель — епископ Рязанский и Муромский Гавриил (Бужинский). В создании книги принимал активное участие и курировал её издание сподвижник Петра, Яков Брюс.
- 1763 — в саксонском охотничьем замке Губертусбург, недалеко от Лейпцига, подписан мирный договор между Пруссией, Австрией и Саксонией, завершивший Семилетнюю войну.
- 1775 — 250-м папой римским избран Джананджело граф Браски, принявший имя Пий VI.
- 1786 — Уильямом Гершелем обнаружена планетарная туманность в созвездии Дракона «Кошачий Глаз». Она стала первой планетарной туманностью, у которой был изучен спектр. Это сделал английский астроном-любитель Уильям Хаггинс в 1864 году.
- 1794 — был принят военно-морской трёхцветный флаг Французской республики, именно к нему относится распоряжение «синий у древка, белый в центре и красный в конце», принятое по настоянию члена Комитета общественного спасения Жан Бона Сент-Андре, курировавшего военный флот. Рисунки флагов и вымпелов делал художник Жак Луи Давид. 17 февраля 1794 года этот флаг подняли военные корабли Океанской эскадры. С 20 мая 1794 года этот флаг был провозглашён национальным флагом Франции.
- 1798 — в результате вторжения в Рим войск Франции под командованием Луи Александра Бертье провозглашена Римская республика. Римская республика была государством-сателлитом Франции и управлялась французской Директорией.

### XIX век
- 1897 — Фердинанд Браун публикует схему осциллографа.
- 1898 — гибель американского броненосца «Мэн» в Гаване. В конце января 1898 года он прибыл в Гавану с визитом доброй воли для защиты американских интересов на Кубе, где происходило национально-освободительное восстание против Испании. Утром 15 февраля стоявший в гавани корабль сотрясли два мощных взрыва, и в 9 часов 40 минут он затонул, унеся с собой жизни 260 моряков. Точная причина взрывов так и не была установлена, но инцидент был использован жёлтой прессой для обвинения в случившемся испанских властей. Итогом поднявшейся волны истерии стало обращение в апреле президента Мак-Кинли к Конгрессу с призывом произвести «насильственное умиротворение Кубы». Конгресс признал независимость Кубы, потребовал вывести испанские войска и уполномочил президента использовать вооружённые силы. В ответ на объявление американцами блокады Кубы Испания объявила войну США. Её результаты для испанцев оказались печальными, а США в ходе войны аннексировали Гавайскую республику, оккупировали Пуэрто-Рико, высадились на Кубе, получили от Испании Филиппины, приобретя в итоге целую колониальную империю с населением 8,5 миллиона человек.
- 1899 — императорский манифест о преобладании законов Российской империи над финляндским законодательством. Начало политики русификации Финляндии, проводником которой становится генерал Н. Бобриков.

### XX век
- 1902 — открыта первая линия Берлинского метро, соединившая между собой Штралауэр Тор[англ.] (нем. Stralauer Tor) и Зоологический сад, с небольшим ответвлением на Потсдамскую площадь.
- 1910 — во французском аэроклубе авиаторов диплом пилота-авиатора за номером 31 получил Михаил Никифорович Ефимов, став первым дипломированным авиатором России.
- 1918 — Латвия и Литва переходят на григорианский календарь.
- 1919 — в Советской России, в Петрограде, в помещении Большого зала Консерватории, спектаклем «Дон Карлос» по пьесе Фридриха Шиллера был открыт Большой Драматический Театр.
- 1922
  - В Гааге открыто первое заседание Международного суда.
  - Учредительным собранием Латвии при пяти воздержавшихся (представителях Латгальской христианской крестьянской партии) принята Конституция Латвии, действовавшая до 1940 (с изменениями в 1934) и с 6 июля 1993 года.
- 1932 — в Лейк-Плэсиде (США) заканчиваются III зимние Олимпийские игры. В медальном зачёте лучшими стали американцы.
- 1933 — в Майами анархист Джузеппе Дзангара совершил неудачное покушение на жизнь недавно избранного президента США Франклина Рузвельта.
- 1940 — зимняя война: Советские войска 7-й армии прорывают линию Маннергейма.
- 1943 — обергруппенфюрер СС Пауль Хауссер, открыто нарушив личный приказ Гитлера, отдал приказ эвакуировать находившийся под его командованием танковый корпус СС из-под Харькова.
- 1943 — битва под Монте-Кассино: 4-я индийская дивизия и 2-я новозеландская дивизия начинают второе сражение за монастырь Монте-Кассино. Бомбардировка монастыря, в которой участвовали 142 самолёта B-17 «Летающая крепость», 47 машин B-25 «Митчелл» и 40 самолётов B-26 «Мародер». Всего в тот день на аббатство было сброшено 1150 тонн бомб, что превратило всю верхушку горы Монте-Кассино в дымящуюся груду обломков.
- 1946
  - Демонстрируется работа цифрового компьютера ЭНИАК.
  - Первый полёт американского винтового авиалайнера «Douglas DC-6».
- 1947 — вышел указ «О воспрещении браков между гражданами СССР и иностранцами».
- 1949 — кнессет утвердил кандидатуру Хаима Вейцмана в качестве первого президента Израиля.
- 1950 — премьера мультфильма студии Уолта Диснея, по мотивам волшебной сказки Шарля Перро, «Золушка».
- 1957 — министром иностранных дел СССР назначен Андрей Андреевич Громыко.
- 1959 — премьер-министром Италии вновь становится Антонио Сеньи.
- 1961 — рейс 548 авиакомпании «Sabena», «Боинг 707», вылетевший из Нью-Йорка, разбился при посадке в Брюсселе. Погибли все 72 человека, а также один человек на земле.
- 1963 — основан Институт физики твёрдого тела РАН.
- 1965 — утверждён флаг Канады.
- 1971 — фунт стерлингов приведён к десятичной системе. До этого 1 фунт стерлингов был равен 4 кронам, или 20 шиллингам, или 60 гроутам, или 240 пенсам.
- 1973 — для исследования солнечных вспышек запущен спутник «Прогноз-3».
- 1976 — в Инсбруке завершились XII Зимние Олимпийские Игры.
- 1989
  - Завершён вывод советских войск из Афганистана (начат 15 мая 1988).
  - Вблизи польской деревни Глодово, недалеко от советской границы, в озеро Снярдвы упал вертолёт Ми-2. Погибло 7 человек.
- 1994 — официально введён Штандарт Президента Российской Федерации — символ президентской власти в России.
- 1995 — в США арестован хакер Кевин Митник, взломавший компьютерную сеть Пентагона.
- 2000 — в Краснодаре открывается первый в Российской Федерации фестиваль вина.

### XXI век
- 2010 — произошла самая крупная железнодорожная катастрофа в истории Бельгии.
- 2013 — падение метеорита Челябинск.

## Родились
См. также: Категория:Родившиеся 15 февраля

### До XIX века
- 1368 — Сигизмунд I (ум. 1437), король Венгрии и Хорватии (с 1387), король Германии (с 1410), король Чехии (с 1419), император Священной Римской империи (с 1433).
- 1472 — Пьеро II ди Лоренцо де Медичи (ум. 1503), фактический правитель Флоренции с 1492 года по 1494 г.
- 1564 — Галилео Галилей (ум. 1642), итальянский учёный, создатель телескопа, основатель экспериментальной физики.
- 1571 — Михаэль Преториус (ум. 1621), немецкий композитор, теоретик музыки и органист.
- 1710 — Людовик XV (ум. 1774), король Франции (с 1715), из династии Бурбонов.
- 1748 — Иеремия Бентам (ум. 1832), английский философ, экономист и теоретик права.
- 1751 — Иоганн Генрих Вильгельм Тишбейн (ум. 1829), немецкий художник эпохи классицизма, мастер портрета.
- 1782 — Уильям Миллер (ум. 1849), христианский проповедник из США, основатель адвентизма.
- 1797 — Генрих Штайнвег (Стейнвей) (ум. 1871), австрийско-американский мастер по изготовлению фортепиано, основатель фирмы Steinway & Sons.
- 1798 — Михаил Нарышкин (ум. 1863), русский офицер, декабрист.

### XIX век
- 1809 — Константин Базили (ум. 1884), российский востоковед, путешественник и дипломат.
- 1812 — Чарльз Льюис Тиффани (ум. 1902), американский торговец ювелирными изделиями, основатель компании Tiffany & Co.
- 1820 — Сьюзен Энтони (ум. 1906), американская активистка, борец за гражданские права женщин.
- 1826 — Джордж Стони (ум. 1911), ирландский физик и математик; ввёл в науку термин электрон.
- 1845 — Элиу Рут (ум. 1937), американский юрист, политик, государственный деятель, лауреат Нобелевской премии мира (1912).
- 1861
  - Шарль Эдуар Гийом (ум. 1938), французский физик, лауреат Нобелевской премии (1920).
  - Альфред Уайтхед (ум. 1947), английский математик, философ и логик.
- 1862 — Савва Морозов (ум. 1905), российский промышленник и меценат.
- 1866 — Павел Трубецкой (ум. 1938), русский скульптор и художник.
- 1867 — Николай Энгельгардт (ум. 1942), русский писатель, поэт, публицист, литературный критик.
- 1873 — Модест Альтшулер (ум. 1963), виолончелист и дирижёр, основатель Русского симфонического оркестра в Нью-Йорке.
- 1874 — Эрнест Шеклтон (ум. 1922), англо-ирландский полярник, исследователь Антарктиды.
- 1882 — Джон Берримор (наст. имя Джон Сидни Блайт; ум. 1942), американский актёр театра и кино.
- 1890 — Роберт Лей (покончил с собой в 1945), нацистский рейхсляйтер, заведующий организационным отделом НСДАП, с 1933 г. руководитель Германского трудового фронта.
- 1891 — Анна Радлова (ум. 1949), русская советская поэтесса, переводчица.
- 1892 — Джеймс Форрестол (погиб в 1949), министр военно-морских сил США, первый министр обороны США.
- 1898 — Тото (наст. имя Антонио Клементе; ум. 1967), итальянский актёр театра и кино, комик.

### XX век
- 1901 — Николай Мордвинов (ум. 1966), актёр театра и кино, театральный режиссёр, чтец, народный артист СССР.
- 1902 — Лариса Александровская (ум. 1980), оперная певица, народная артистка СССР.
- 1905 — Гайрати (наст. имя Абдурахман Абдуллаев; ум. 1976), узбекский писатель, народный поэт Узбекистана.
- 1906 — Муса Джалиль (казнён в 1944), татарский советский поэт, журналист, Герой Советского Союза.
- 1909
  - Надежда Киселёва (псевдоним Ляля Чёрная; ум. 1982), советская актриса театра и кино, артистка театра «Ромэн», танцовщица, исполнительница цыганских песен и романсов.
  - Николай Рыленков (ум. 1969), русский советский поэт.
- 1910 — Давид Драгунский (ум. 1992), советский военный и политик, генерал-полковник, дважды Герой Советского Союза.
- 1912 — Андрей Лупан (ум. 1992), молдавский советский писатель, поэт, академик, общественный деятель.
- 1914 — Шакен Айманов (ум. 1970), казахский актёр и режиссёр театра и кино, народный артист СССР.
- 1920 — Анне-Катарина Вестли (ум. 2008), норвежская детская писательница.
- 1923 — Елена Боннэр (при рождении Лусик Алиханова; ум. 2011), советский и российский публицист, общественный деятель, правозащитница, вторая жена академика А. Д. Сахарова.
- 1926 — Франко Фабрици (ум. 1995), итальянский актёр театра и кино.
- 1929 — Грэм Хилл (погиб в 1975), британский автогонщик, двукратный чемпион мира в классе «Формула-1».
- 1930 — Альгимантас Балтакис (ум. 2022), литовский поэт, литературный критик, переводчик, народный поэт Литвы.
- 1931
  - Юрий Осипьян (ум. 2008), советский и российский физик, академик АН СССР и РАН.
  - Марк Решетин (ум. 2001), оперный певец (бас), народный артист РСФСР.
- 1933 — Виктор Пикайзен (ум. 2023), скрипач, профессор Московской консерватории, народный артист РСФСР.
- 1934 — Никлаус Вирт (ум. 2024), швейцарский учёный, разработчик нескольких языков программирования (в том числе языка Паскаль).
- 1939 — Уле Эллефсетер (ум. 2022), норвежский лыжник, двукратный олимпийский чемпион
- 1940 — Павел Лебешев (ум. 2003), кинооператор, заслуженный деятель искусств РСФСР, народный артист России.
- 1941 — Флоринда Болкан, бразильская актриса театра, кино и телевидения, Ольга Камастра из итальянского т/с «Спрут».
- 1942
  - Нонна Терентьева (ум. 1996), советская и российская актриса театра и кино.
  - Ласло Хаммерль (ум. 2024), венгерский стрелок, олимпийский чемпион (1964), олимпийский призёр (1964 и 1968).
- 1944
  - Джохар Дудаев (убит в 1996), лидер чеченского сепаратистского движения 1991—1996 гг.
  - Александр Серебров (ум. 2013), советский космонавт, Герой Советского Союза.
- 1949 — Юрий Лагутин (ум. 1978), советский гандболист, олимпийский чемпион (1976).
- 1952
  - Александр Муратов, советский и российский кинорежиссёр, сценарист.
  - Артур Паркин (ум. 2023), новозеландский хоккеист (хоккей на траве), полевой игрок. Олимпийский чемпион 1976 года.
  - Николай Сорокин (ум. 2013), советский и российский актёр театра и кино, режиссёр театра, педагог, народный артист РФ.
- 1953 — Гали Абайдулов, советский и российский артист балета, актёр, режиссёр, балетмейстер.
- 1954 — Мэтт Грейнинг, американский мультипликатор, продюсер, создатель сериалов «Симпсоны», «Футурама».
- 1955 — Тимур Кибиров, советский и российский поэт-концептуалист, переводчик.
- 1957
  - Джейк И Ли (наст. имя Джейки Лу Уильямс), американский гитарист.
  - Гуль Мохаммед (ум. 1997), житель Индии, занесённый в Книгу рекордов Гиннесса как самый низкорослый человек.
  - Владимир Шаманов, российский военный и государственный деятель, генерал-полковник, Герой России.
- 1959 — Али Кемпбелл, британский певец, автор песен, бывший вокалист и основатель регги-группы UB40.
- 1961 — Ирина Малышева, советская и российская актриса театра и кино.
- 1963 — Андрей Кураев, российский богослов, православный миссионер, публицист.
- 1970
  - Беверли Макдональд, ямайская легкоатлетка, олимпийская чемпионка и чемпионка мира.
  - Йоуни Хюнюнен, финский гитарист, автор песен, вокалист и лидер рок-группы Kotiteollisuus.
- 1972
  - Наталия Гусева, советская киноактриса, Алиса Селезнёва из фильма «Гостья из будущего».
  - Яромир Ягр, чешский хоккеист, олимпийский чемпион (1998), двукратный чемпион мира (2005, 2010).
- 1973
  - Эми Ван Дайкен, американская пловчиха, 6-кратная олимпийская чемпионка.
  - Катержина Нойманова, чешская лыжница, олимпийская чемпионка, двукратная чемпионка мира.
- 1974
  - Мистер Лорди (наст. имя Томи Путаансуу), финский музыкант, певец и автор песен, лидер хеви-метал- и рок-группы Lordi.
- 1988
  - Алехандро Гомес, аргентинский футболист, чемпион мира (2022).
  - Руй Патрисиу, португальский футболист, вратарь, чемпион Европы (2016).
- 1991 — Maruv (наст. имя Анна Корсун), украинская певица, композитор, поэтесса и продюсер.
- 1997 — Mia Boyka (наст. имя Мария Бойко), российская певица, телеведущая и киноактриса.
- 1998 — Джордж Расселл, британский автогонщик, пилот «Формулы-1».

## Скончались
См. также: Категория:Умершие 15 февраля

### До XIX века
- 1145 — Луций II (в миру Джерардо Каччанемичи дель Орсо; р. 1079), 166-й папа римский (1144—1145).
- 1152 — Конрад III (р. 1093), первый король Германии (1138—1152) из династии Гогенштауфенов.
- 1549 — Содома (наст. имя Джованни Антонио Бацци; р. 1477), итальянский художник.
- 1621 — Михаэль Преториус (р. 1571), немецкий композитор, теоретик музыки, органист.
- 1637 — Фердинанд II (р. 1578), император Священной Римской империи (1619—1637).
- 1761 — Карло Чечере (р. 1706), итальянский композитор и инструменталист.

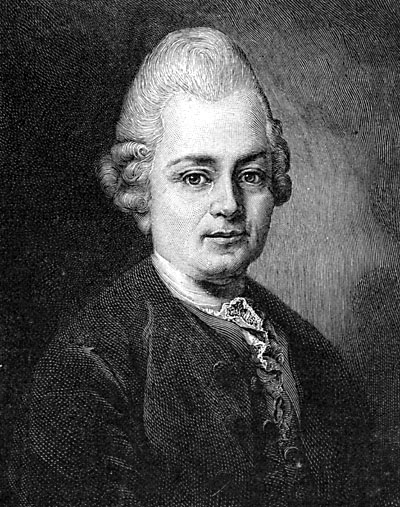
Лессинг

- 1781 — Готхольд Эфраим Лессинг (р. 1729), немецкий поэт, драматург, теоретик искусства и литературный критик.

### XIX век
- 1833 — Николай Гнедич (р. 1784), русский поэт, переводчик.
- 1839 — Сергей Тучков (р. 1767), российский военачальник и государственный деятель, сенатор, генерал-лейтенант.
- 1842 — граф Шарль-Андре Поццо ди Борго (р. 1764), французский и российский военный и политик-корсиканец, дальний родственник и кровный враг Наполеона I.
- 1844 — Генри Аддингтон (р. 1757), британский государственный деятель, премьер-министр (1801—1804).
- 1846 — Отто Коцебу (р. 1787), русский мореплаватель.
- 1857 — Михаил Иванович Глинка (р. 1804), русский композитор.
- 1875 — Бертольд Дамке (р. 1812), немецкий пианист, дирижёр, композитор, музыкальный критик.

### XX век
- 1905 — Льюис Уоллес (р. 1827), американский генерал, юрист, дипломат и писатель.
- 1921 — Николай Ланге (р. 1858), российский психолог, философ, один из основоположников отечественной экспериментальной психологии.
- 1923 — Шарль Симон Клермон-Ганно (р. 1846), французский востоковед.
- 1939 — Кузьма Петров-Водкин (р. 1878), русский советский живописец, график, теоретик искусства, писатель.
- 1955 — Довид Кнут (наст. имя Давид Фиксман; р. 1900), российский поэт-эмигрант, участник французского Сопротивления.
- 1959 — Оуэн Уилланс Ричардсон (р. 1879), английский физик, лауреат Нобелевской премии (1928).
- 1962 — Владимир Соколов (р. 1889), американский актёр русского происхождения.
- 1965 — Нэт Кинг Коул (Натаниэль Адамс Коулз; (р. 1917), американский джазовый музыкант и певец.
- 1967
  - Уильям Буллит (р. 1891), первый посол США в СССР (1933—1933).
  - Антонио Морено (р. 1887), американский киноактёр.
  - Борис Платонов (р. 1903), белорусский актёр театра и кино, народный артист СССР.
- 1972 — Эдгар Сноу (р. 1905), американский журналист.
- 1975 — Валерий Попенченко (р. 1937), советский боксёр, олимпийский чемпион (1964), двукратный чемпион Европы.
- 1976 — Василий Шульгин (р. 1878), российский политик, публицист, депутат II, III и IV Государственных дум.
- 1984 — Ростислав Захаров (р. 1907), артист балета, балетмейстер, оперный режиссёр и педагог, народный артист СССР.
- 1987 — Андрей Некрасов (р. 1907), русский советский моряк и писатель.
- 1988 — Ричард Филлипс Фейнман (р. 1918), американский физик, лауреат Нобелевской премии (1965).
- 1992 — Уильям Шуман (р. 1910), американский композитор, дирижёр, педагог, музыковед.
- 2000 — Владимир Уткин (р. 1923), советский и российский учёный в области ракетно-космической техники, академик.

### XXI век
- 2003 — Константин Славин (р. 1921), советский и российский прозаик, драматург, сценарист.
- 2005
  - Пьер Башле (р. 1944), французский певец и композитор.
  - Юрий Морозов (р. 1934), советский футболист, тренер, заслуженный тренер СССР.
- 2006
  - Анна Марли (р. 1917), французская певица российского происхождения, автор песен.
  - Андрей Петров (р. 1930), композитор, народный артист СССР.
- 2007 — Роберт Адлер (р. 1913), австрийско-американский изобретатель, автор многочисленных патентов.
- 2012 — Евгений Ташков (р. 1926), советский и российский кинорежиссёр, сценарист, актёр, народный артист РФ.
- 2013 — Тодор Колев (р. 1939), болгарский актёр, шоумен.
- 2016 — Джордж Гейнс (наст. фамилия Йонгеянс. 1917), американский актёр театра и кино, звезда фильма «Полицейская академия».
- 2018 — Тамара Нижникова (р. 1925), белорусская оперная певица (колоратурное сопрано), народная артистка СССР.
- 2024
  - Дмитрий Марков (р. 1982), российский фотограф-документалист.
  - Жерар Барре (наст. фамилия Баррайе; р. 1931), французский актёр театра и кино, музыкант.

## Народный календарь, приметы и фольклор Руси
Громницы. Сретенье.
- На Сретение зима с летом встретились.
- В Храмах на Руси принято освящать свечи.
- Утром Сретенья снег — к урожаю ранних хлебов, на полдень — средних, вечером — поздних.
- На Сретение снежок — весной дожжок.
- Капель на Сретение предвещала урожай пшеницы.
- Сретение — время последних зимних морозов (сретенских).
- Коли зима метелью дорогу заметёт — то и корм весь подберёт.
- Если небо беззвёздно — весна заплачет поздно.
- Придя на Сретение из церкви, полагалось трясти садовые деревья, чтобы были они с плодами.
- Кур кормить овсом — весной и летом быть с яйцом[6][7].